# Polycentropus drahamensis
Polycentropus drahamensis là một loài Trichoptera trong họ Polycentropodidae. Chúng phân bố ở miền Cổ bắc.